# Мурниекс, Христиан Мартынович
Христиан Мартынович Му́рниекс (латыш. Krišjānis Mūrnieks, в советских документах также Мурниэк; 1887—1942) — советский офицер, полковник (1935), один из первых специалистов связи и радиоразведки в Военно-Морском Флоте.

## Биография
Родился 8 февраля 1887 года на станции Вайнёде Газенпотского уезда Курляндской губернии.
Окончил отдел связи Специальных курсов комсостава ВМС РККА (1927).
Матрос Балтийского флотского экипажа (1906−1909). Сигнальный унтер-офицер, сигнальный кондуктор в Службе связи Балтийского моря (1909−1916). Поручик по адмиралтейству (15.10.1917). Старшина наблюдательного поста Вердер Южного района Службы связи, начальник Леальского отделения Службы связи на Моонзундских островах (1917).
Добровольно перешёл в Красный флот (1918). Начальник Петроградского района Службы связи Балтийского моря (1918−1924). Помощник начальника Службы наблюдения и связи Морских сил Балтийского моря (1924−1925). Заведующий классом связи (1927−1930), начальник учебного отдела (1930−1932) Спецкурсов командного состава ВМС РККА. Начальник Школы связи (1932−1933). Первый начальник и комиссар Военно-морского училища связи им. Г. К. Орджоникидзе (1933−1938) — ныне Военно-морской институт радиоэлектроники им. А. С. Попова (г. Петергоф). В 1938 году был уволен из РККА.
Автор ряда публикаций по истории Службы связи Российского флота.
Умер в феврале 1942 года во время блокады в Ленинграде, место захоронения неизвестно. Вероятнее всего, тело Х. М. Мурниека было сожжено на территории нынешнего Парка Победы в Санкт-Петербурге, в числе 110 тыс. тел других жертв блокады.

## Награды
- Награждён медалью «За усердие» (1915), золотыми часами от Реввоенсовета СССР (1932), удостоен звания «Герой труда и строительства Службы связи Балтийского моря» (1923).